# Max Marcuse
Max Marcuse (ur. 14 kwietnia 1877 w Berlinie, zm. 27 czerwca 1963 w Jerozolimie) – niemiecki lekarz dermatolog i seksuolog. Redaktor „Journal of Sexology” Hirschfelda od 1919 do 1932 roku. W 1933 roku emigrował do Palestyny.